# Менталитет башкир
Менталитет башкир — склад ума, устойчивая совокупность психических, интеллектуальных, эмоциональных и культурных особенностей, присущих башкирам.
Менталитет башкир сложился на основе их общего исторического, культурного, социального и экономического развития народа.

## История
Черты башкирского склада ума складывались под влиянием исторических условий жизни башкир, природных и территориальных факторов.
Башкиры жили на территории Южного Урала, в степном Зауралье и Приуралье до Волги в суровых природных и климатических условиях. Указанная территория долгое время находилась под монгольским владычеством. На развалинах Золотой Орды территория была разделена между тремя феодальными ханствами — Ногайским, Казанским и Сибирским. В конце XV — первой половине XVI вв. сложились условия для формирования башкир в народность. Присоединение башкирских племён во второй половине XVI века к России и объединение башкирского этноса в составе единого государства завершило этническое объединение башкир.
Эти особенности формирования нации формировали следующие черты склада ума: потребность в свободе, повышенное чувство справедливости, философичность мышления, гостеприимство, храбрость, безмятежность, простота, скромность, терпимость, гордость.
Такая черта как скромность — нашла отражение в устройстве быта башкир, в отношении их к материальным благам. Материальные ценности не были основными.
Башкиры относились к «чужим» лучше, чем к своим — в соответствии с правилами гостеприимства, были терпимы к переселенцам, несмотря на различия в складе ума.
Башкиры приняли ислам в качестве веры. Исламским ценностям была долгое время подчинена духовная культура, особенности культовых сооружений, образование и просвещение башкир.
В семейных отношениях у башкир существовали нормы поведения, составляющие традиционный семейный этикет. Семейный этикет у башкир основывался на уважении и почитании старших младшими, родителей детьми. Главой в башкирской семье был муж, женщины пользовались большой свободой. Башкирские семьи отличались такими чертами, как многодетность, незыблемость духовных ценностей, стремление к созданию крепкой семьи, забота о молодом поколении.
Эпоха строительства социализма, в которой жили башкиры в XX веке закладывала в их сознании веру в идеалы социалистического общества на пути к коммунизму. Башкиры, как и все советские люди, занимались созидательным трудом, воспитывали детей в духе советского патриотизма, любви к социалистической Родине, в соответствии с коммунистическими идеалами.
Переход к капитализму в конце XX века, сопровождавшийся обнищанием людей, уничтожением всех их сбережений, очернительством всего лучшего, что было при социализме, также отразился на складе ума. Появилось стремление к обогащению, неверие в национальную платёжную систему, отсутствие надежды в светлое будущее. Регулярные экономические кризисы, присущие капитализму, девальвация рубля, инфляция, воровство в невиданных ранее размерах, проведенная в интересах избранных лиц приватизация укрепили эти воззрения.
Компьютер и интернет обеспечили башкирам широкий доступ к любой информации. В сети стали эксплуатировать такие черты башкирского менталитета как потребность к свободе, отношение к материальным ценностям. Выдача ложной информации и обещаний постепенно сводит на нет такие черты менталитета как терпимость и доверие людям.